# Jon Chin
Jon Chin (* um 1940 in Ipoh) ist ein australischer Badmintonspieler malaysischer Herkunft.

## Karriere
Jon Chin machte erstmals als Kapitän des malaysischen Schülerteams und später als Kapitän der Mannschaft der Sydney University auf sich aufmerksam. Noch als malaysischer Staatsbürger – er wurde erst 1983 Australier – gewann er 1965 sowohl den Einzel- als auch den Doppeltitel bei den australischen Meisterschaften. 1967 gelang ihm dieses Kunststück fast noch einmal, jedoch unterlag er im Finale des Einzels.

## Erfolge
- 1957 – Malaysischer Schülervizemeister
- 1961–1965 – Sydney Einzel- und Doppelmeister
- 1962–1967 – New South Wales Einzel- und Doppelmeister
- 1963 – Sieger beim Sydney University Blues
- 1963–1965 – Queensland Einzel-, Doppel- und Mixedmeister
- 1965 – Australischer Einzelmeister
- 1965 – Australischer Doppelmeister
- 1967 – Australischer Einzelvizemeister
- 1967 – Australischer Doppelmeister